# Воля-Задибська
Воля-Задибська (пол. Wola Zadybska) — село в Польщі, у гміні Клочев Рицького повіту Люблінського воєводства.
Населення — 396 осіб (2011).
У 1975-1998 роках село належало до Седлецького воєводства.

## Демографія
Демографічна структура станом на 31 березня 2011 року:
|          | Загалом | Допрацездатний вік | Працездатний вік | Постпрацездатний вік |
| -------- | ------- | ------------------ | ---------------- | -------------------- |
| Чоловіки | 196     | 38                 | 133              | 25                   |
| Жінки    | 200     | 33                 | 113              | 54                   |
| Разом    | 396     | 71                 | 246              | 79                   |